# Milburn Stone
Milburn Stone est un acteur américain, né le 5 juillet 1904 à Burrton, Kansas (États-Unis) et mort le 12 juin 1980 à La Jolla (Californie).

## Filmographie

### Cinéma
- 1935 : La Joyeuse Aventure (Ladies Crave Excitement) : Sailor
- 1935 : Cheers of the Crowd : Reporter
- 1935 : His Night Out (en) : Salesman
- 1935 : Code secret (Rendezvous) : Carter's aide
- 1935 : The Fighting Marines de William Reeves Easton et Joseph Kane : Henchman Red
- 1936 : Soupe au lait (The Milky Way) : Reporter
- 1936 : The Princess Comes Across : American Reporter
- 1936 : Nobody's Fool : Clerk
- 1936 : Courrier de Chine (China Clipper) de Ray Enright : Radio operator
- 1936 : The Three Mesquiteers : John
- 1936 : Calibre neuf millimètres (Murder with Pictures) de Charles Barton : Operator
- 1936 : Le Billet fatal (Two in a Crowd) d'Alfred E. Green : Kennedy
- 1936 : Rose Bowl : Booster Club band member
- 1936 : The Man I Marry : Stage manager
- 1936 : Le Doigt qui accuse (The Accusing Finger) : Convict
- 1936 : Banjo on My Knee : Sailor
- 1936 : Trois Jeunes Filles à la page (Three Smart Girls) : Telegraph desk clerk
- 1937 : A Doctor's Diary (en) de Charles Vidor : Fred Clark
- 1937 : Swing It, Professor (en) de Marshall Neilan : Lou Morgan
- 1937 : On lui donna un fusil (They Gave Him a Gun) : Defense attorney
- 1937 : À l'est de Shanghaï (Wings Over Honolulu) : Telephone operator
- 1937 : The Man in Blue : Henchman 'Dutch'
- 1937 : The Wildcatter : Ed
- 1937 : You Can't Beat Love (en) de Christy Cabanne : Wilson
- 1937 : The 13th Man : Jimmy Moran
- 1937 : Blazing Barriers : Joe Waters
- 1937 : Reported Missing : Radio operator
- 1937 : Atlantic Flight : Henry Wadsworth 'Pokey' Schultz
- 1937 : Youth on Parole : Ratty (robber)
- 1937 : Musique pour madame (Music for Madame) : Detective
- 1937 : Federal Bullets : Tommy Thompson
- 1938 : Mr. Boggs Steps Out : Burns
- 1938 : Port of Missing Girls : Jim Benton
- 1938 : Malfaiteurs au paradis (Sinners in Paradise) de James Whale : T. L. Honeyman
- 1938 : Femmes délaissées  (Wives Under Suspicion) de James Whale : Eddie Kirk
- 1938 : Paroled from the Big House : Commissioner Downey
- 1938 : Tempête (The Storm) : Hagen (officer on SS Orion)
- 1938 : California Frontier : Mal Halstead
- 1939 : Le Lien sacré (Made for Each Other) de Robert B. Bean : Newark official
- 1939 : King of the Turf (en) d'Alfred E. Green : Taylor
- 1939 : Tail Spin : Mechanic
- 1939 : Society Smugglers : Peter Garfield
- 1939 : Blackwell's Island de William McGann : Max
- 1939 : The Spirit of Culver : Instructor
- 1939 : Mystery Plane : 'Skeeter' Milligan
- 1939 : L'Étrange Rêve (Blind Alley) de Charles Vidor : Nick
- 1939 : Vers sa destinée (Young Mr. Lincoln) : Stephen A. Douglas
- 1939 : Stunt Pilot : 'Skeeter' Milligan
- 1939 : Veillée d'amour (When Tomorrow Comes) : Head Busboy
- 1939 : Tropic Fury de Christy Cabanne : Thomas E. Snell
- 1939 : Sky Patrol : Skeeter Milligan
- 1939 : Danger Flight (en) : Skeeter Milligan
- 1939 : Fighting Mad (en) : Cardigan
- 1939 : Crashing Thru (en) d'Elmer Clifton : Delos Harrington
- 1939 : Nick Carter, Master Detective : Dave Krebs
- 1939 : The Big Guy (en) d'Arthur Lubin : Publicity man
- 1939 : Charlie McCarthy, Detective : Joe Felton
- 1940 : Chasing Trouble : Callahan
- 1940 : Framed d'Harold D. Schuster : Mathew Mattison
- 1940 : Johnny Apollo de Henry Hathaway : Reporter
- 1940 : Enemy Agent (en) de Lew Landers : Meeker
- 1940 : An Angel from Texas : Pooch Davis
- 1940 : Lillian Russell : Reporter
- 1940 : Buyer Beware de Joe Newman : Fredericks
- 1940 : Public Deb No. 1 : Reporter
- 1940 : Colorado : Don Burke alias Captain Donald Mason
- 1940 : Give Us Wings : Tex
- 1940 : The Great Plane Robbery (en) de Lewis D. Collins : Krebber
- 1941 : The Phantom Cowboyde George Sherman : Stan Borden
- 1941 : The Great Train Robbery : Duke Logan
- 1941 : Death Valley Outlaws : Jeff Edwards
- 1941 : No Hands on the Clock : FBI Man
- 1942 : Frisco Lil : Mike
- 1942 : Les Naufrageurs des mers du Sud (Reap the Wild Wind) de Cecil B. DeMille : Lt. Farragut
- 1942 : Pacific Rendezvous : Park Hotel desk clerk
- 1942 : Rubber Racketeers : Angel
- 1942 : L'Agent invisible contre la Gestapo (Invisible Agent) d'Edwin L. Marin : German sergeant
- 1942 : Police Bullets : Johnny Reilly
- 1942 : Les Yeux dans les ténèbres (Eyes in the Night) : Detective Pete
- 1943 : Affaires non classées (Silent Witness) : Joe Manson
- 1943 : You Can't Beat the Law : Frank Sanders
- 1943 : Keep 'Em Slugging (en) de Christy Cabanne : Duke Redman
- 1943 : La Femme gorille (Captive Wild Woman) : Fred Mason
- 1943 : Get Going : Mr. Tuttle
- 1943 : Submarine Alert (en) de Frank McDonald : Lt. Winston (Naval Intelligence)
- 1943 : Sherlock Holmes face à la mort (Sherlock Holmes Faces Death) : Capt. Vickery
- 1943 : Corvette K-225 : Canadian captain
- 1943 : The Mad Ghoul : Sgt. Macklin
- 1943 : 'Gung Ho!': The Story of Carlson's Makin Island Raiders : Cmdr. Blake
- 1944 : The Great Alaskan Mystery : Jim Hudson
- 1944 : Les Mains qui tuent (Phantom Lady) : District Attorney (voix)
- 1944 : L'Imposteur (The Impostor) : Chauzel
- 1944 : Weird Woman : Radio voice
- 1944 : Hat Check Honey : David Courtland
- 1944 : Hi, Good Lookin'! : Bill Eaton
- 1944 : Moon Over Las Vegas : Jim Bradley
- 1944 : Gambler's Choice : Doctor
- 1944 : Twilight on the Prairie (en) de Jean Yarbrough : Gainsworth
- 1944 : L'Atavisme qui tue (Jungle Woman) de Reginald Le Borg : Fred Mason
- 1945 : She Gets Her Man : 'Tommy Gun' Tucker
- 1945 : I'll Remember April : Willie Winchester
- 1945 : The Master Key (en) de Lewis D. Collins et Ray Taylor : Agent Tom Brant
- 1945 : Swing Out, Sister : Tim
- 1945 : Les Yeux qui tuent (The Frozen Ghost) de Harold Young : George Keene
- 1945 : On Stage Everybody : Fitzgerald
- 1945 : The Beautiful Cheat : Lucius Haven
- 1945 : Strange Confession : Stevens
- 1945 : The Royal Mounted Rides Again : Brad Taggart
- 1945 : Les Quatre Bandits de Coffeyville (The Daltons Ride Again) : Graham
- 1946 : The Scarlet Horseman : Narrator (voix)
- 1946 : Deux Nigauds vendeurs (Little Giant) : Prof. Watkins (voix)
- 1946 : Smooth as Silk : John Kimble
- 1946 : Le Retour de la femme-araignée (The Spider Woman Strikes Back) : Mr. Moore
- 1946 : Strange Conquest (en) de John Rawlins Bert Morrow
- 1946 : Her Adventurous Night : Cop #1
- 1946 : Inside Job : District Attorney
- 1946 : Danger Woman : Gerald King
- 1946 : Little Miss Big : Father Lennergan
- 1947 : The Michigan Kid : Lanny
- 1947 : Deux Nigauds démobilisés (Buck Privates Come Home) : Auto race announcer
- 1947 : Smash-Up: The Story of a Woman : Raven Club Announcer (voix)
- 1947 : Désirs de bonheur (Time Out of Mind) : Stage manager
- 1947 : Killer Dill : Maboose
- 1947 : L'Éternel tourment (Cass Timberlane) : Nestor Purdwin
- 1947 : Heading for Heaven : Harding
- 1947 : Killer McCoy : Henchman
- 1948 : Train to Alcatraz : Bart Kanin
- 1949 : The Judge : Martin Strang
- 1949 : Les Belles Promesses (The Green Promise) : Rev. Jim Benton
- 1949 : Charlie Chan et le Dragon volant (Sky Dragon) de Lesley Selander : Tim Norton
- 1949 : La Fille des prairies (Calamity Jane and Sam Bass) : Abe Jones
- 1950 : Chaînes du destin (No Man of Her Own) : Plainclothesman
- 1950 : Snow Dog : Dr. McKenzie
- 1950 : Les Rois de la piste (The Fireball) : Jeff Davis
- 1950 : Marqué au fer (Branded) : Dawson
- 1951 : Opération dans le Pacifique (Operation Pacific) : Ground Control officer
- 1951 : Les Diables de Guadalcanal (Flying Leathernecks) : Fleet CIC radio operator
- 1951 : Roadblock : Egan
- 1951 : The Racket de John Cromwell : Member of Craig's team
- 1952 : Le Vol du secret de l'atome  (The Atomic City) de Jerry Hopper : Insp. Harold Mann
- 1952 : The Savage : Corporal Martin
- 1952 : Behind Southern Lines
- 1953 : Les Envahisseurs de la planète rouge (Invaders from Mars) : Capt. Roth
- 1953 : Le soleil brille pour tout le monde (The Sun Shines Bright) : Horace K. Maydew
- 1953 : Le Port de la drogue (Pickup on South Street) : Det. Winocki
- 1953 : Passion sous les tropiques (Second Chance) : Edward Dawson
- 1953 : Le Sorcier du Rio Grande (Arrowhead), de Charles Marquis Warren : Sandy MacKinnon
- 1954 : L'Attaque de la rivière rouge (The Siege at Red River), de Rudolph Maté : Benjy Thompson
- 1954 : Mardi, ça saignera (Black Tuesday) : Father Slocum
- 1955 : Ce n'est qu'un au revoir (The Long Gray Line) : Capt. John Pershing
- 1955 : La Plume blanche (White Feather) : Commissioner Trenton
- 1955 : Le Fleuve de la dernière chance (Smoke Signal) : Sgt. Miles
- 1955 : La Guerre privée du major Benson (The Private War of Major Benson) : Maj. Gen. Ramsey
- 1957 : Le Pays de la haine (en) (Drango) : Col. Bracken

### Télévision
- 1987 : La Vengeance du forçat (Gunsmoke: Return to Dodge) : Dr. Galen Adams